# Jadwiga Gałęzowska
Jadwiga Gałęzowska (ur. 29 luty 1876 w Warszawie, zm. 6 września 1948 w Krakowie) – polska malarka.
Jej rodzicami byli Maria z d. Zaleska i malarz Adam Malinowski. Pierwsze lekcje  rysunku pobierała u swojej siostry Bronisławy i jej męża Ludwika Wiesiołowskiego. Następnie uczyła się malarstwa kolejno: na Wyższych Kursach dla Kobiet im. Adriana Baranieckiego, w Szkole Sztuk Pięknych dla Kobiet Teofili Certowicz, w monachijskiej szkole Simona Hollósego i ok. 1903 w Akademii Colarossiego. W 1905 lub 1906 zaślubiła Józefa Gałęzowskiego, z którym po ślubie przez kilka lat podróżowała po Europie. W 1909 wróciła do Warszawy, a w 1911 przeniosła się do Krakowa, gdzie mieszkała do śmierci. Była członkinią Związku Artystów Plastyków, w którego władzach zasiadała w 1928. 
Artystka specjalizowała się w pejzażach, ponadto stworzyła liczne portrety i kopie dawnych obrazów. Stosowała różnorodne techniki: pastel, akwarelę, olejną, rysunek ołówkiem, kredką lub węglem, a czasem akwafortę. W 1918 zaczęła tworzyć miniatury, co przyniosło jej duże uznanie. 
Jej prace znajdują się w zbiorach Muzeum Narodowego w Krakowie i Muzeum Narodowego w Warszawie, a dwie kopie portretów władców polskich Marcina Kobera są w kolekcji Zamku Królewskiego na Wawelu.